# Макс фон Гартліб-Вальспорн
Макс фон Гартліб, знаний Вальспорн (нім. Max von Hartlieb genannt Walsporn; 20 жовтня 1883, Нойштадт-ан-дер-Донау — 25 липня 1959, Штарнберг) — німецький воєначальник, генерал-лейтенант вермахту (1 серпня 1939).

## Біографія
1 жовтня 1904 року вступив у Вюртемберзьку армію. Учасник Першої світової війни. Після демобілізації армії залишений в рейхсвері. Восени 1938 року призначений командиром 5-ї танкової бригади. Учасник Польської кампанії. З 8 жовтня 1939 по 29 травня 1940 року — командир 5-ї танкової дивізії, з 11 квітня 1940 року — дивізії №179. З 20 січня 1942 року — комендант 585-го тилового району. 19 травня 1942 року поранений і відправлений в резерв. З 1 лютого 1943 року — старший польовий комендант Кракова ( з липня 1943 року — 226-та старша польова комендатура). З 14 жовтня 1944 року — командир 602-ї дивізії особливого призначення. В травні 1945 року взятий в полон. В 1947 році звільнений.

## Нагороди
- Залізний хрест 2-го і 1-го класу
- Орден «За військові заслуги» (Вюртемберг), лицарський хрест
- Орден Фрідріха (Вюртемберг), лицарський хрест 1-го класу з мечами
- Королівський орден дому Гогенцоллернів, лицарський хрест з мечами
- Нагрудний знак «За поранення» в чорному
- Почесний хрест ветерана війни з мечами
- Медаль «За вислугу років у Вермахті» 4-го, 3-го, 2-го і 1-го класу (25 років)
- Застібка до Залізного хреста 2-го і 1-го класу